# Theodor Hartig
Pour les personnes ayant le même patronyme, voir Hartig.
Theodor Hartig, né le 21 février 1805 à Dillenburg et mort le 26 mars 1880 à Brunswick est un agronome prussien réputé pour ses travaux sur la sylviculture. Fils de Georg Ludwig Hartig, il poursuivit son œuvre et fut relayé par son propre fils, Robert Hartig.

## Biographie
Theodor Hartig était le fils de l’agronome Georg Ludwig Hartig. Au terme d’études secondaires à Berlin, il fut en 1821 stagiaire dans des exploitations forestières en Poméranie, puis dans la Marche de Brandebourg. De 1821 à 1830 il étudia la sylviculture à la Forstakademie de Berlin puis à l’école de forestière de Neustadt-Eberswalde et enfin à l’Université de Berlin. Il fut ensuite conseiller délégué à la sylviculture à Potsdam.
Dès 1831, Hartig se mit à enseigner à la Forstakademie de Berlin et publia ses premiers travaux scientifiques. En 1837 il prit la succession de son père à la chaire d’agronomie de l’Université de Berlin. Comme le transfert de la Forstakademie à Eberswalde était consommé, le nombre d’étudiants commença à diminuer. Hartig prit donc en 1838 la chaire de sylviculture du Collegium Carolinum de Brunswick. Peu après, Hartig y créa un arboretum à Buchhorst, près de Riddagshausen. Ce jardin botanique, rattaché au département de sylviculture du Collegium Carolinum, avait une vocation à la fois didactique et scientifique.
Les recherches de Hartig en anatomie et physiologie des arbres lui ont permis de découvrir les protéines  de stockage et des tubes criblés. Elles lui ont valu son élection à l'académie Leopoldina en 1838. L'année suivante naissait son fils, Robert Hartig, qui allait lui aussi se faire un nom dans le domaine de la sylviculture. En 1862, il fut l'un des membres fondateurs de l'Association des Sciences Naturelles de Brunswick.
En 1878, Hartig prit sa retraite pour raisons de santé et il mourut en 1880.

### Éponymie
Son nom a été attribué au réseau de Hartig qui correspond à une réticulation des hyphes dans la racine d'une plante,.

## Œuvres (sélection)
- (en coll. avec Georg Ludwig Hartig) Forstliches und forstnaturwissenschaftliches Conversations-Lexikon : ein Handbuch für Jeden, der sich für das Forstwesen und die dazu gehörigen Naturwissenschaften interessirt. Naucksche Buchhandlung, Berlin 1834, (OCLC 65277709).
- Die Aderflügler Deutschlands: mit besonderer Berücksichtigung ihres Larvenzustandes und ihres Wirkens in Wäldern und Gärten für Entomologen, Wald-und Gartenbesitzer. Haude und Spener, Berlin 1837, (OCLC 8119662).
  - vol. 1: Die Familien der Blattwespen und Holzwespen nebst einer allgemeinen Einleitung zur Naturgeschichte der Hymenopteren. Haude und Spener, Berlin 1860, (OCLC 19051050).
- Beiträge zur Entwickelungsgeschichte der Pflanzen. A. Förstner’sche Verlagsbuchhandlung, Berlin 1843, (OCLC 17469279).
- Vollständige naturgeschichte der forstlichen culturpflanzen Deutschlands. A. Förstner’sche Verlagsbuchhandlung, Berlin 1851, (OCLC 6162862).
- (en coll. avec Georg Ludwig Hartig, Robert Hartig: Lehrbuch für Förster und für die, welche es werden wollen. J.G. Cotta, Stuttgart 1877, (OCLC 3735532).
  - vol. 1: Luft-, Boden- und Pflanzenkunde in ihrer Anwendung auf Forstwirtschaft: Für alle Freunde und Pfleger der wissenschaftlichen Botanik. J.G. Cotta, Stuttgart 1877, (OCLC 697989379).
- Anatomie und Physiologie der Holzpflanzen. Dargestellt dargestellt in der Entstehungsweise und im Entwickelungsverlaufe der Einzelzelle, der Zellsysteme, der Pflanzenglieder und der Gesamtpflanze. Springer Verlag, Berlin 1878, (OCLC 836846401).